# Aphonoides curtus
Aphonoides curtus är en insektsart som beskrevs av Andrej Vasiljevitj Gorochov 2008. Aphonoides curtus ingår i släktet Aphonoides och familjen syrsor. Inga underarter finns listade i Catalogue of Life.